# Delaware River
Delaware er en flod ved USAs Atlanterhavskyst. Den blev udforsket af Adriaen Block som del af kolonien Ny-Nederland og fik navnet Sydfloden for at markere den sydlige grænse af kolonien.
Floden møder tidevandet ved Trenton i New Jersey. Dens totale længde fra udspringet til den længste gren af udløbet er på 660 km, mens selve floden ovenfor Delawarebugten er 579 km lang. Den gennemsnitlige vandføring er 330 m³ per sekund.
Delaware danner dele af grænsen mellem Pennsylvania og New York, hele grænsen mellem New Jersey og Pennsylvania og hele grænsen mellem Delaware og New Jersey.

## Forurening
Delawarefloden afvander områder med stor forurening, og den blev i 2012 udnævnt til den 5. mest forurenede flod i USA. Vandkvaliteten er imidlertid i de senere år blevet væsentlig forbedret, efter at floden har gennemgået omfattende miljøbeskyttelse og lovgivningen er strammet. Dyr og fisk er vendt tilbage og den forbedrede vandkvalitet betyder, at Delawarefloden igen er med til at sikre drikkevandet for mere end 13 millioner mennesker, herunder halvdelen af drikkevandet i New York.